# Збјешички
Збјешички (чеш. Zběšičky) је насељено мјесто са административним статусом сеоске општине (чеш. obec) у округу Писек, у Јужночешком крају, Чешка Република.

## Становништво
Према подацима о броју становника из 2014. године насеље је имало 145 становника.